# Шихабуддин аль-Умари
Шихабудди́н А́хмад ибн Яхья́ аль-Умари ад-Димашки (араб. شهاب الدين احمد العمري العمري الدمشقي‎;
12 июня 1301—1349) — арабский учёный, географ, историк, энциклопедист.
Родился в Дамаске в 1301 году. Образование получил в Египте. Должность секретаря египетского султана получил от своего отца в качестве преемника. Имел доступ к архивам мамлюкского государства. Многие сведения, изложенные в его произведениях, не встречаются ни у одного автора.

## Сочинения
- Ал-Омари. Пути взоров по государствам с крупными городами // История Африки в древних и средневековых источниках. — М., 1990. — историко-географическая энциклопедия.
- «Ознакомление с высоким стилем» — переписка правителей Египта с правителями других стран.